# Aurora Calo Berro
Aurora Calo Berro (Montevideo, 1903- Montevideo, 1960) fue una compositora y poeta uruguaya.

## Biografía
Nació en Montevideo en 1903. Sus padres fueron Emilio Calo Correa y Aurora Berro Chopitea.
En su infancia no recibió formación musical, pero aprendió la notación musical y el tempo intuitivamente, escuchando a su hermana estudiar piano. A los 11 años escribió su primera composición musical, elogiada por el compositor César Cortinas. Luego viajó a Buenos Aires y estudió un año en un conservatorio, del cual fue retirada por su familia a raíz de su frágil estado de salud. En 1925 recibió lecciones de armonía en Buenos Aires en una capilla en Palermo, donde una profesora le ofreció ser la organista y compositora, proyecto que finalmente no llegó a realizar.
En 1943 regresó a Montevideo y decidió estudiar sola con un tratado de armonía para dedicarse a la música. Un año más tarde compuso varios preludios y canciones con acento nativo. En 1946 comenzó a estudiar armonía y contrapunto junto a Carlos Estrada.
En sus composiciones se inclinó por la música de carácter nativo, y entre sus obras se destaca La Flor del Ceibo, con texto de Emilio Oribe, editada por el Palacio de la Música y Cuatro preludios y una vidala, editada por Ricoldi en Buenos Aires, ambas de 1945. 

## Obras
- Danza para piano (1936).
- Canción popular para piano (1936).
- Poema para piano (1936).
- Triste para piano (1936).
- La Flor del Ceibo con texto de Emilio Oribe (1945).
- Cuatro preludios y una vidala (1945).